# Tadeusz Koczwara
Tadeusz Koczwara (ur. 6 listopada 1918 w Kuczkowie koło Pleszewa, zm. 19 grudnia 1998 w Warszawie) – polski jezuita, doktor filozofii, w latach 1973–1979 prowincjał  Prowincji Wielkopolsko-Mazowieckiej Towarzystwa Jezusowego.

## Życiorys
Urodził się w Kuczkowie koło Pleszewa. Po maturze rozpoczął studia w zakresie prawa i ekonomii na Uniwersytecie Adama Mickiewicza w Poznaniu. Po wybuchu wojny podjął służbę w Wojsku Polskim na Zachodzie. W 1940 walczył o Narwik. Po wojnie studia ekonomiczne ukończył w Grenoble we Francji, a prawnicze w Oksfordzie. 
Do Towarzystwa Jezusowego wstąpił w październiku 1950. Odbył nowicjat w Kaliszu. W 1957 w Warszawie otrzymał święcenia kapłańskie. Ukończył studia filozoficzno-teologiczne, po czym podjął pracę duszpasterza akademickiego w Lublinie, a później w Łodzi. Od 1960 przez cztery lata pełnił urząd ekonoma prowincji. W 1968 został przełożonym domu przy ul. Świętojańskiej w Warszawie. Równolegle ukończył Prymasowskie Studium Życia Wewnętrznego. W 1973 mianowany prowincjałem Prowincji Wielkopolsko-Mazowieckiej, pełnił ten urząd przez sześć lat. Na przełomie 1974 i 1975 uczestniczył z urzędu w XXXII Kongregacji Generalnej Jezuitów w Rzymie. W 1977 na Wydziale Filozofii Chrześcijańskiej KUL obronił doktorat z filozofii.
W latach 1979–1982 pracował w Londynie jako przełożony placówki przy Walm Lane. Po powrocie do Polski był ponownie przełożonym Warszawskiego domu przy Świętojańskiej, a od 1986 przez rok kapelanem szpitala w Gdańsku. Później pracował w Lublinie jako rekolekcjonista oraz wykładowca w Prymasowskim Instytucie Życia Wewnętrznego. Zmarł w 1998 w Warszawie. 
Został pochowany w grobowcu Zgromadzenia Jezuitów na cmentarzu Powązkowskim w Warszawie (kwatera 215-5/6-1/2)

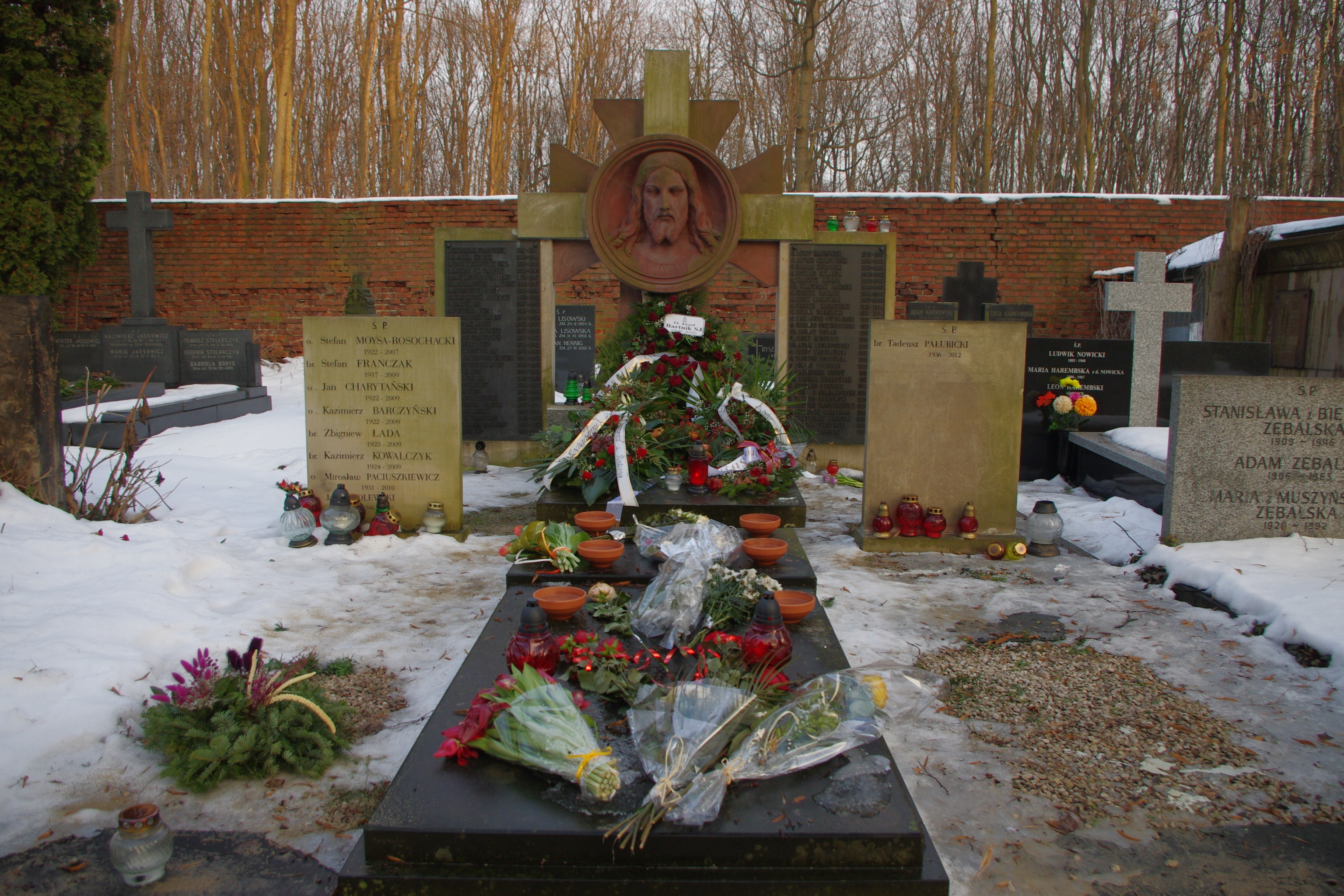
Grobowiec Zgromadzenia Jezuitów na cmentarzu Powązkowskim w Warszawie